# Tethys fimbria
Tethys fimbria är en snäckart som beskrevs av Carl von Linné 1758. Tethys fimbria ingår i släktet Tethys och familjen Tethydidae. Inga underarter finns listade i Catalogue of Life.

## Bildgalleri

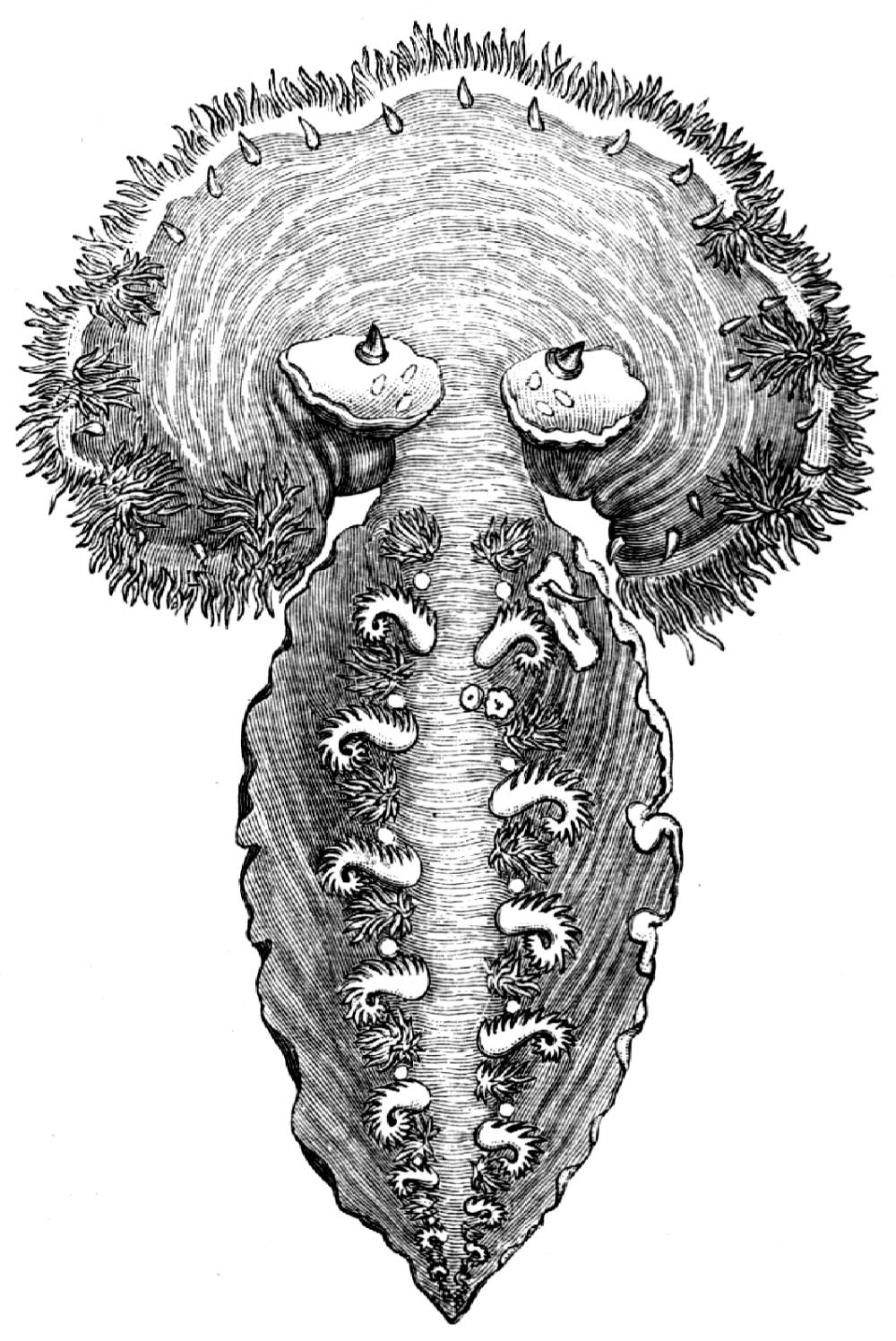
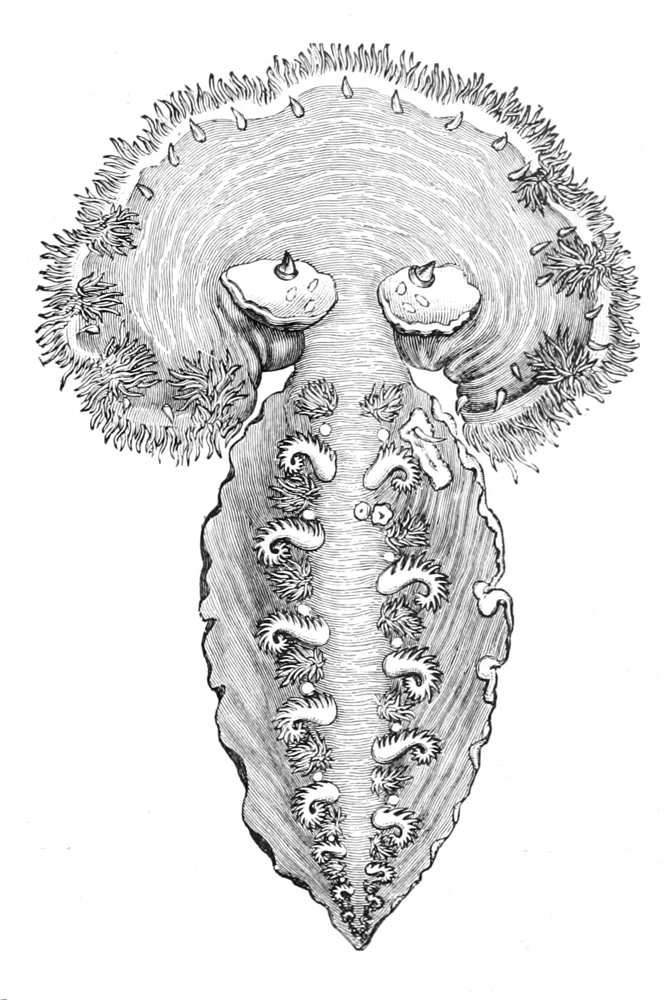